# Aleja Armii Krajowej w Częstochowie
Aleja Armii Krajowej – jedna z głównych ulic Częstochowy na Tysiącleciu. Rozciąga się pomiędzy ulicą Jasnogórską a aleją Wyzwolenia.
Ulicę planowano zbudować już na początku XX wieku, plany takie były podejmowane w latach 1913 i 1938. Ostatecznie prace zrealizowano po II wojnie światowej w ramach budowy tzw. osi pracy. Początkowo ulica miała biec prosto od Jasnogórskiej do Kiedrzyńskiej, ale ze względu na układ działek w tym rejonie zdecydowano o wprowadzeniu dwóch zakrętów na wysokości ulic Worcella i Polskiego Czerwonego Krzyża.
Przy ulicy znajdują się głównie bloki mieszkalne, oraz budynki Politechniki.

## Komunikacja

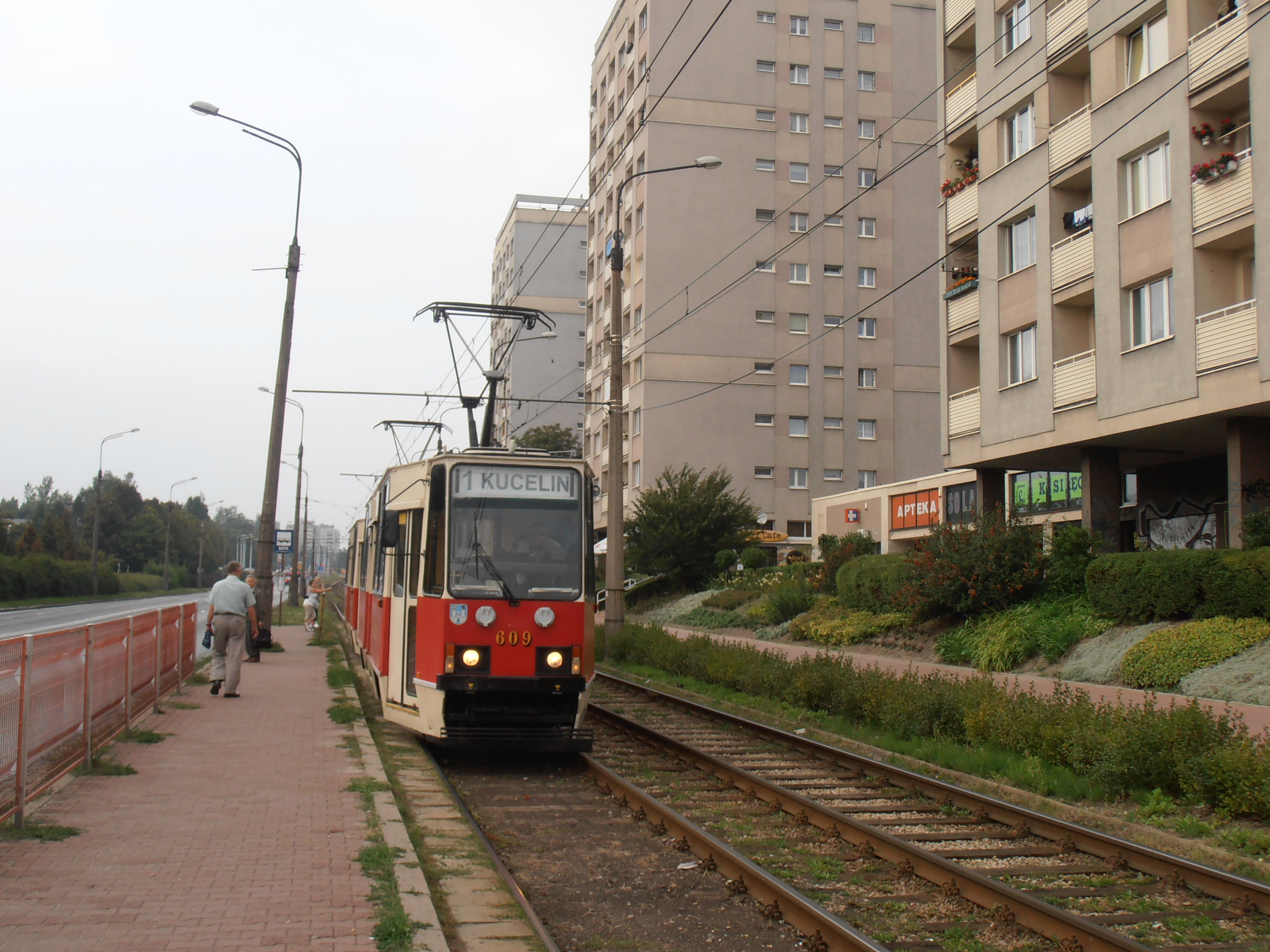
105Na przy Politechnice Częstochowskiej

Jest to część drogi wojewódzkiej nr 483.
Aleją kursują autobusy linii MPK 13, 24, 28, 29 i 92. Przecinają ją  10, 15, 16, 22, 25, 26. Wzdłuż drogi położona linia tramwajowa (na całej długości).
Prawie na całej długości Alei znajduje się ścieżka rowerowa (strona wschodnia – po tej samej co linia tramwajowa).

## Zabudowa

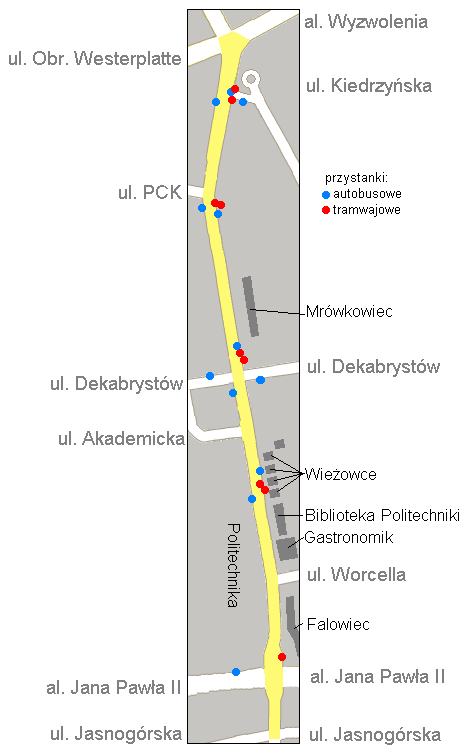

Przy Alei znajdują się m.in. takie budynki jak:
- Falowiec – jeden z najdłuższych budynków mieszkalnych w Częstochowie.
- Mrówkowiec – największy budynek mieszkalny w Częstochowie (ponad 350 mieszkań)
- Budynki Politechniki Częstochowskiej (w tym Biblioteka)
- Wieżowce (jest ich w pięć jednak jeden z nich ma adres ulicy Gwiezdnej)